# Lophodermium seditiosum
Lophodermium seditiosum ist ein Pilz, der mit der Kiefernschütte (oder Föhrenschütte) eine der bedeutendsten Krankheiten der Waldkiefer hervorruft.

## Merkmale

### Makroskopische Merkmale
Die Nadeln des befallenen Baumes weisen zunächst im Herbst kleine gelbe Flecken auf, die zur Prognose genutzt werden. Treten mehr als 5 solcher Infektionsflecken auf, so sterben und fallen sie bis spätestens Ende Mai ab. Manchmal können auch mehrere sogenannte Schüttwellen auftreten. Die Fruchtkörper, die sogenannten Hysterothecien, werden auf den zweijährigen abgestorbenen Nadeln am Boden im Laufe des Sommers gebildet. Sie sind 1 bis 1,5 mm groß, schwarz, oval und leicht gewölbt, was an die Form eines Schiffchens erinnert. Sie sind von einem grünlich schimmernden Längsspalt durchzogen, der sich bei feuchter Witterung öffnet und aus dem dann die Sporen entlassen werden.

### Mikroskopische Merkmale
Die Ascosporen sind einzellig, fadenförmig und 90–130 μm lang. Manchmal wird vor der Hauptfruchtform eine Nebenfruchtform gebildet. Dabei entstehen längliche schwarze Pyknidien, in denen 5 bis 8 × 1 μm große Mikrokonidien entstehen.

## Artabgrenzung
Sehr ähnlich ist die Kiefernnadel-Spaltlippe Lophodermium pinastri, die früher ebenfalls als Erreger der Kieferschütte angesehen wurde, da sie ebenfalls Kiefernadeln besiedelt, allerdings ist inzwischen nachgewiesen, dass sie saprophytisch lebt. Sie unterscheidet sich von der Kiefernschütte darin, dass ihre Fruchtkörper einen rötlichen Lippenspalt und mehr als 5 Epidermiszellen oberhalb der basalen Wandung besitzen. Zudem haben die toten Nadeln mehrere schwarze Demarkationslinien. Sie ist meist ein Begleit- bzw. Folgepilz von Lophodermium seditiosum.

## Ökologie und Verbreitung
Der Pilz befällt in erster Linie junge Kiefern und Sämlinge, ältere Bäume sind kaum betroffen. Fruchtkörper werden auf den am Boden liegenden Nadeln besonders bei reichlichen Niederschlägen zwischen Juni und September gebildet.
Der Pilz befällt eine Reihe zwei- und dreinadeliger Kiefern. Über 40 Wirtsarten wurden bisher festgestellt. Darunter sind Waldkiefer, Zirbelkiefer, Küsten-Kiefer, Bergkiefer, See-Kiefer und Monterey-Kiefer. Sie ist in Mittel- und Nordeuropa weit verbreitet und breitete sich möglicherweise von dort nach Nordamerika aus.
Bei der Kiefernschütte wird eine prophylaktische Behandlung empfohlen. So sollten feuchte Standorte vermieden werden. Auch gibt es erhebliche Resistenzunterschiede je nach Herkunft der jungen Bäume.
Zur Bekämpfung verwendet man Fungizide wie Propiconazol, das aber nur bedingt zum Erfolg geführt hat, sowie Azoxystrobin und Fluazinam.